# Idiomacromerus curticaudatus
Idiomacromerus curticaudatus is een vliesvleugelig insect uit de familie Torymidae. De wetenschappelijke naam is voor het eerst geldig gepubliceerd in 1981 door Szelényi.